# Скарлет Томас
Скарлет Томас (на английски: Scarlett Thomas) е английска писателка на произведения в жанра трилър, криминален роман, научна фантастика, детска литература и документалистика. През 2001 г. тя става част от противоречивото британско литературно движение „Новите пуритани“.

## Биография и творчество
Скарлет Томас е родена на 5 юли 1972 г. в кв. Хамърсмит, Лондон, Англия, в семейството на Гордиън Тролер (мениджър в музикалната индустрия) и Франческа Ашурст (актриса, политическа активистка и учителка). Учи в различни училища, включително в интернат в продължение на осемнадесет месеца. Завършва колежа Челмсфорд и получава бакалавърска степен по културология от Университета на Източен Лондон през 1995 г. След дипломирането си работи известно време като участник в създаването на дакументален филм, барманка и преподавателка, след което се посвещава на писателската си кариера. Първият ѝ роман „Dead Clever“ (Мъртъв умник) от поредицата „Лили Паскал“ е издаден през 1998 г. Главната героиня е преподавателка в университета в Девън и ѝ се налага да разрешава криминални загадки като една по-съвременна мис Марпъл.
През 2001 г. е включена в списъка на „Independent“ за 20-те най-добри млади писатели във Великобритания, а през 2002 г. печели печели наградата „Elle Style“ за романа „Going Out“ (Операция Изход).
Един от най-известните ѝ романи е „Краят на господин Y“ от 2006 г.
През 2017 г. тя започва да пише детска художествена литература, публикувайки „Поляната на дракона“ от фентъзи поредицата „Светотръс“. Една тайна организация има планове да унищожи Вселената, но Ефи и нейните приятели от училище са единствените, които могат да ги спрат, а времето изтича.
Авторка е и на документални книги, включително на книгата „Monkeys with Typewriters“ (Маймуни с пишещи машини) и на книгата „41-Love“ с нейни мемоари за годината, в която е достигнала 6-о място във Великобритания за своята възрастова група по тенис.
Заедно с писателската си кариера е преподавателка по творческо писане и съвременна художествена литература в университета в Кент.
Скарлет Томас живее в Кентърбъри.

## Произведения

### Самостоятелни романи
- Bright Young Things (2001)
- Going Out (2002)
- PopCo (2004)
- The End of Mr. Y (2006)
Краят на господин Y, изд.: ИК „Еднорог“, София (2008), прев. Стефан Аврамов
- Our Tragic Universe (2010)
- The Seed Collectors (2015)
- Oligarchy (2019)

### Серия „Лили Паскал“ (Lily Pascale)
1. Dead Clever (1998)
2. In Your Face (1999)
3. Seaside (1999)

### Серия „Светотръс“ (Worldquake)
1. Dragon's Green (2017)
Поляната на дракона, изд.: ИК „Прозорец“, София (2018), прев. Мая Ненчева
2. The Chosen Ones (2018)
Избраните, изд.: ИК „Прозорец“, София (2019), прев. Мая Ненчева
3. Galloglass (2019)
Чуждоземец, изд.: ИК „Прозорец“, София (2021), прев. Мая Ненчева

### Разкази
- Paratext (2006)
- The Drop (2011)

### Документалистика
- Monkeys with Typewriters (2012)
- The Great Oak (2021)
- 41-Love (2021) – мемоари